# Hertha Berliner Sport-Club 1994-1995
Questa voce raccoglie le informazioni riguardanti l'Hertha Berliner Sport-Club nelle competizioni ufficiali della stagione 1994-1995.

## Stagione
Nella stagione 1994-1995 l'Hertha Berlino, allenato da Karsten Heine, concluse il campionato di 2. Bundesliga all'11º posto. In Coppa di Germania l'Hertha Berlino fu eliminato al primo turno dal Kickers Offenbach.

## Rosa
| N. |                     | Ruolo | Calciatore         |
| -- | ------------------- | ----- | ------------------ |
| 1  | Germania (bandiera) | P     | Christian Fiedler  |
| 19 | Germania (bandiera) | C     | Andreas Schmidt    |
| 21 | Germania (bandiera) | C     | Michael Hartmann   |
| 23 | Germania (bandiera) | D     | Oliver Schmidt     |
| 24 | Germania (bandiera) | C     | Christian Fährmann |
|    | Germania (bandiera) | P     | Marco Sejna        |
|    | Germania (bandiera) | D     | Gerald Klews       |
|    | Germania (bandiera) | D     | Sven Meyer         |
|    | Germania (bandiera) | D     | Frank Rohde        |
|    | Germania (bandiera) | D     | Andreas Schiemann  |
|    | Serbia (bandiera)   | D     | Miroslav Tanjga    |

| N. |                     | Ruolo | Calciatore         |
| -- | ------------------- | ----- | ------------------ |
|    | Germania (bandiera) | D     | Andreas Zimmermann |
|    | Germania (bandiera) | C     | Dirk Bremser       |
|    | Germania (bandiera) | C     | Oliver Holzbecher  |
|    | Germania (bandiera) | C     | Goya Jaekel        |
|    | Germania (bandiera) | C     | Sven Kaiser        |
|    | Germania (bandiera) | C     | Wolfgang Kolczyk   |
|    | Croazia (bandiera)  | C     | Niko Kovač         |
|    | Germania (bandiera) | C     | Carsten Ramelow    |
|    | Germania (bandiera) | C     | Thomas Richter     |
|    | Albania (bandiera)  | A     | Harun Isa          |
|    | Germania (bandiera) | A     | Mike Lünsmann      |

## Organigramma societario
Area tecnica
- Allenatore: Karsten Heine
- Allenatore in seconda: Jochem Ziegert
- Preparatore dei portieri:
- Preparatori atletici:

## Calciomercato

### Sessione estiva
| Acquisti | Acquisti         | Acquisti          | Acquisti |
| R.       | Nome             | da                | Modalità |
| -------- | ---------------- | ----------------- | -------- |
| A        | René Deffke      | Fortuna Colonia   |          |
| C        | Michael Hartmann | Stahl Brandeburgo |          |
| A        | Harun Isa        | Hertha Zehlendorf |          |
| C        | Goya Jaekel      | Preußen Berlino   |          |

| Cessioni | Cessioni             | Cessioni          | Cessioni |
| R.       | Nome                 | a                 | Modalità |
| -------- | -------------------- | ----------------- | -------- |
| D        | Uli Bayerschmidt     | TeBe Berlino      |          |
| A        | Sven Demandt         | Magonza           |          |
| C        | Ayhan Gezen          | Hertha Berlino II |          |
| C        | Claus-Dieter Wollitz | Wolfsburg         |          |
| C        | Marco Zernicke       | Fortuna Colonia   |          |

### Sessione invernale
| Acquisti | Acquisti          | Acquisti | Acquisti |
| R.       | Nome              | da       | Modalità |
| -------- | ----------------- | -------- | -------- |
| D        | Andreas Schiemann | SC Gatow |          |

| Cessioni | Cessioni        | Cessioni        | Cessioni |
| R.       | Nome            | a               | Modalità |
| -------- | --------------- | --------------- | -------- |
| A        | René Deffke     | Wolfsburg       |          |
| A        | Ernst Ogris     | Admira/Wacker   |          |
| A        | Frank Schmöller | Fortuna Colonia |          |

## Risultati

### 2. Bundesliga

#### Girone di andata
| Arbitro: | Kasper |

|  |           |              |
|  | Marcatori | 46’ Baumgart |

| Arbitro: | Kemmling |

|                                 |           |  |
| Zeyer 41’ Reichel 43’ Hayer 82’ | Marcatori |  |

| Arbitro: | Dörr |

|                                               |           |             |
| Lünsmann 21’, 89’ Deffke 41’, 68’ Ramelow 88’ | Marcatori | 32’ Sievers |

| Arbitro: | Heynemann |

|  |           |           |
|  | Marcatori | 59’ Meyer |

| Berlino 4 ottobre 1994, ore 19:30 CET 5ª giornata | Hertha Berlino | 0 – 0 referto | Fortuna Düsseldorf | Stadio Olimpico (6 200 spett.)\| Arbitro: \| Hufgard \| |
| Arbitro:                                          | Hufgard        |               |                    |                                                         |

| Arbitro: | Dehmelt |

|                          |           |  |
| Zweigler 2’ Wienhold 38’ | Marcatori |  |

| Arbitro: | Stark |

|                     |           |          |
| Ramelow 26’ Isa 76’ | Marcatori | 21’ Götz |

| Arbitro: | Ertl |

|  |           |             |
|  | Marcatori | 90’ Bremser |

| Arbitro: | Kiefer |

|                     |           |  |
| Richter 36’ Isa 79’ | Marcatori |  |

| Arbitro: | Rüdiger |

|            |           |             |
| Kramny 31’ | Marcatori | 7’ Hartmann |

| Colonia 28 ottobre 1994, ore 20:00 CET 11ª giornata | Fortuna Colonia | 0 – 0 referto | Hertha Berlino | Südstadion (3 000 spett.)\| Arbitro: \| Strigel \| |
| Arbitro:                                            | Strigel         |               |                |                                                    |

| Arbitro: | Koop |

|             |           |              |
| Richter 41’ | Marcatori | 25’ Savichev |

| Arbitro: | Waldmann |

|           |           |             |
| Klopp 70’ | Marcatori | 73’ Schmidt |

| Arbitro: | Pohlmann |

|                         |           |            |
| Lünsmann 41’ Tanjga 73’ | Marcatori | 21’ Hermel |

| Arbitro: | Prengel |

|                   |           |                          |
| Grevelhörster 90’ | Marcatori | 17’, 61’ Schmidt 68’ Isa |

| Arbitro: | Gettke |

|                          |           |                        |
| Lünsmann 38’ Bremser 57’ | Marcatori | 66’ Korell 86’ Adriano |

| Arbitro: | Werthmann |

|            |           |  |
| Täuber 71’ | Marcatori |  |

#### Girone di ritorno
| Arbitro: | Byernetzky |

|                           |           |              |
| Beinlich 48’ Baumgart 53’ | Marcatori | 15’ Lünsmann |

| Berlino 24 febbraio 1995, ore 19:30 CET 19ª giornata | Hertha Berlino | 0 – 0 referto | Waldhof Mannheim | Stadio Olimpico (6 900 spett.)\| Arbitro: \| Krug \| |
| Arbitro:                                             | Krug           |               |                  |                                                      |

| Arbitro: | Kiefer |

|                                |           |  |
| Sievers 35’ Rauffmann 78’, 83’ | Marcatori |  |

| Arbitro: | Kemmling |

|  |           |                          |
|  | Marcatori | 7’, 66’ Rische 90’ Kujat |

| Arbitro: | Fleischer |

|          |           |              |
| Mill 25’ | Marcatori | 44’ Lünsmann |

| Berlino 25 marzo 1995, ore 15:30 CET 23ª giornata | Hertha Berlino | 0 – 0 referto | Chemnitz | Stadio Olimpico (4 200 spett.)\| Arbitro: \| Hauer \| |
| Arbitro:                                          | Hauer          |               |          |                                                       |

| Arbitro: | Hotop |

|                       |           |  |
| Moore 29’ Nowotny 90’ | Marcatori |  |

| Arbitro: | Frey |

|                                 |           |           |
| Lünsmann 15’, 27’ Schiemann 57’ | Marcatori | 85’ Reina |

| Arbitro: | Müller |

|                                               |           |             |
| Menze 30’ Daschner 35’ Gütschow 77’ Dehne 87’ | Marcatori | 86’ Richter |

| Arbitro: | Friedrichs |

|           |           |             |
| Meyer 87’ | Marcatori | 49’ Zietsch |

| Arbitro: | Friedrichs |

|                                                            |           |                      |
| Bremser 4’ Richter 48’ Isa 62’ Lünsmann 82’, 85’ Kovač 87’ | Marcatori | 37’ Beck 49’ Akonnor |

| Arbitro: | Hufgard |

|                |           |           |
| Schweißing 61’ | Marcatori | 81’ Meyer |

| Arbitro: | Ertl |

|               |           |           |
| Schiemann 87’ | Marcatori | 66’ Klopp |

| Arbitro: | Dehmelt |

|  |           |                                |
|  | Marcatori | 77’ Kovač 84’ Isa 86’ Hartmann |

| Arbitro: | Byernetzky |

|  |           |                 |
|  | Marcatori | 63’ Milovanović |

| Arbitro: | Wagner |

|                                    |           |              |
| Goumai 14’, 76’ Lange 46’ Koch 78’ | Marcatori | 19’ Lünsmann |

| Arbitro: | Kiefer |

|               |           |                                |
| Schiemann 80’ | Marcatori | 45’, 86’ Reich 60’ Frąckiewicz |

### Coppa di Germania
| Arbitro: | Albrecht |

|                                   |           |               |
| Koch 43’ Aleksić 65’ Nwanegbo 82’ | Marcatori | 83’ Schmöller |

## Statistiche

### Statistiche di squadra
| Competizione      | Punti | In casa | In casa | In casa | In casa | In casa | In casa | In trasferta | In trasferta | In trasferta | In trasferta | In trasferta | In trasferta | Totale | Totale | Totale | Totale | Totale | Totale | DR |
| Competizione      | Punti | G       | V       | N       | P       | Gf      | Gs      | G            | V            | N            | P            | Gf           | Gs           | G      | V      | N      | P      | Gf     | Gs     | DR |
| ----------------- | ----- | ------- | ------- | ------- | ------- | ------- | ------- | ------------ | ------------ | ------------ | ------------ | ------------ | ------------ | ------ | ------ | ------ | ------ | ------ | ------ | -- |
| 2. Bundesliga     | 42    | 17      | 6       | 7       | 4       | 26      | 19      | 17           | 4            | 5            | 8            | 15           | 26           | 34     | 10     | 12     | 12     | 41     | 45     | -4 |
| Coppa di Germania | -     | 0       | 0       | 0       | 0       | 0       | 0       | 1            | 0            | 0            | 1            | 1            | 3            | 1      | 0      | 0      | 1      | 1      | 3      | -2 |
| Totale            | 42    | 17      | 6       | 7       | 4       | 26      | 19      | 18           | 4            | 5            | 9            | 16           | 29           | 35     | 10     | 12     | 13     | 42     | 48     | -6 |

### Andamento in campionato
| Giornata  | 1  | 2  | 3  | 4 | 5 | 6  | 7 | 8 | 9 | 10 | 11 | 12 | 13 | 14 | 15 | 16 | 17 | 18 | 19 | 20 | 21 | 22 | 23 | 24 | 25 | 26 | 27 | 28 | 29 | 30 | 31 | 32 | 33 | 34 |
| --------- | -- | -- | -- | - | - | -- | - | - | - | -- | -- | -- | -- | -- | -- | -- | -- | -- | -- | -- | -- | -- | -- | -- | -- | -- | -- | -- | -- | -- | -- | -- | -- | -- |
| Luogo     | C  | T  | C  | T | C | T  | C | T | C | T  | T  | C  | T  | C  | T  | C  | T  | T  | C  | T  | C  | T  | C  | T  | C  | T  | C  | C  | T  | C  | T  | C  | T  | C  |
| Risultato | P  | P  | V  | V | N | P  | V | V | V | N  | N  | N  | N  | V  | V  | N  | P  | P  | N  | P  | P  | N  | N  | P  | V  | P  | N  | V  | N  | N  | V  | P  | P  | P  |
| Posizione | 14 | 18 | 10 | 8 | 8 | 11 | 9 | 5 | 5 | 5  | 7  | 7  | 7  | 6  | 4  | 4  | 6  | 7  | 7  | 8  | 11 | 10 | 9  | 11 | 10 | 11 | 11 | 11 | 11 | 11 | 8  | 9  | 11 | 11 |

Legenda:

Luogo: C = Casa; T = Trasferta. Risultato: V = Vittoria; N = Pareggio; P = Sconfitta.

### Statistiche dei giocatori
| Giocatore     | 2. Bundesliga | 2. Bundesliga | 2. Bundesliga | 2. Bundesliga | Coppa di Germania | Coppa di Germania | Coppa di Germania | Coppa di Germania | Totale   | Totale | Totale      | Totale     |
| Giocatore     | Presenze      | Reti          | Ammonizioni   | Espulsioni    | Presenze          | Reti              | Ammonizioni       | Espulsioni        | Presenze | Reti   | Ammonizioni | Espulsioni |
| ------------- | ------------- | ------------- | ------------- | ------------- | ----------------- | ----------------- | ----------------- | ----------------- | -------- | ------ | ----------- | ---------- |
| D. Bremser    | 30            | 3             | 5             | 0             | 1                 | 0                 | 1                 | 0                 | 31       | 3      | 6           | 0          |
| R. Deffke     | 16            | 2             | 4             | 0             | 1                 | 0                 | 0                 | 0                 | 17       | 2      | 4           | 0          |
| C. Fiedler    | 29            | 0             | 1             | 0             | 0                 | 0                 | 0                 | 0                 | 29       | 0      | 1           | 0          |
| C. Fährmann   | 0             | 0             | 0             | 0             | 0                 | 0                 | 0                 | 0                 | 0        | 0      | 0           | 0          |
| M. Hartmann   | 26            | 2             | 5             | 1             | 1                 | 0                 | 0                 | 0                 | 27       | 2      | 5           | 1          |
| O. Holzbecher | 3             | 0             | 0             | 0             | 0                 | 0                 | 0                 | 0                 | 3        | 0      | 0           | 0          |
| H. Isa        | 29            | 5             | 3             | 0             | 0                 | 0                 | 0                 | 0                 | 29       | 5      | 3           | 0          |
| G. Jaekel     | 2             | 0             | 0             | 0             | 0                 | 0                 | 0                 | 0                 | 2        | 0      | 0           | 0          |
| S. Kaiser     | 12            | 0             | 0             | 0             | 0                 | 0                 | 0                 | 0                 | 12       | 0      | 0           | 0          |
| G. Klews      | 5             | 0             | 1             | 0             | 0                 | 0                 | 0                 | 0                 | 5        | 0      | 1           | 0          |
| W. Kolczyk    | 0             | 0             | 0             | 0             | 0                 | 0                 | 0                 | 0                 | 0        | 0      | 0           | 0          |
| N. Kovač      | 31            | 2             | 10            | 0             | 1                 | 0                 | 0                 | 0                 | 32       | 2      | 10          | 0          |
| M. Lünsmann   | 26            | 11            | 5             | 0             | 1                 | 0                 | 0                 | 0                 | 27       | 11     | 5           | 0          |
| S. Meyer      | 32            | 3             | 2             | 1             | 0                 | 0                 | 0                 | 0                 | 32       | 3      | 2           | 1          |
| E. Ogris      | 8             | 0             | 2             | 0             | 1                 | 0                 | 0                 | 0                 | 9        | 0      | 2           | 0          |
| C. Ramelow    | 31            | 2             | 0             | 1             | 1                 | 0                 | 0                 | 0                 | 32       | 2      | 0           | 1          |
| T. Richter    | 25            | 4             | 7             | 1             | 0                 | 0                 | 0                 | 0                 | 25       | 4      | 7           | 1          |
| F. Rohde      | 16            | 0             | 1             | 0             | 1                 | 0                 | 0                 | 0                 | 17       | 0      | 1           | 0          |
| A. Schiemann  | 11            | 3             | 1             | 0             | 0                 | 0                 | 0                 | 0                 | 11       | 3      | 1           | 0          |
| A. Schmidt    | 32            | 3             | 1             | 0             | 1                 | 0                 | 0                 | 0                 | 33       | 3      | 1           | 0          |
| O. Schmidt    | 32            | 0             | 3             | 0             | 1                 | 0                 | 0                 | 0                 | 33       | 0      | 3           | 0          |
| F. Schmöller  | 4             | 0             | 2             | 0             | 1                 | 1                 | 1                 | 0                 | 5        | 1      | 3           | 0          |
| M. Sejna      | 6             | 0             | 0             | 0             | 1                 | 0                 | 0                 | 0                 | 7        | 0      | 0           | 0          |
| M. Tanjga     | 25            | 1             | 7             | 0             | 1                 | 0                 | 0                 | 0                 | 26       | 1      | 7           | 0          |
| A. Zimmermann | 7             | 0             | 0             | 0             | 0                 | 0                 | 0                 | 0                 | 7        | 0      | 0           | 0          |